# Tamara Horacek
Tamara Horacek, född 5 november 1995 i Požega i Kroatien, är en fransk handbollsspelare som spelar som mittnia eller vänsternia.

## Klubbkarriär
Tamara Horacek flyttade till Frankrike med sin mor 2004, då modern började spela för Metz Handball. Säsongen 2013–2014 debuterade Tamara Horacek 17 år gammal i Metz Handballs A-trupp och blev efter 10 matcher i klubben mästare med klubben 2014. Under säsongen efter 2014–2015 var hon skadad i sex månader. Hon fanns med i truppen anmäld av klubben till EHF redan 16 år gammal 2011–2012 men står inte för några mål förrän 2014–2015 så hon fick ingen speltid förrän senare. 2015 vann Metz inte titeln men de två följande åren 2016 och 2017 blev laget franska mästare. Efter 2017 bytte hon klubb till Issy Paris Hand som numera heter Paris 92. Med parisklubben fick hon inga större framgångar. Sommaren 2020 skrev hon på för ungerska Siófok KC, men det blev bara ett år för sommaren 2021 återvände hon till Metz Handball.

## Landslagskarriär
Tamara Horacek debuterade i landslaget den 1 juni 2016 i EM-kval mot Island. Hon stod för två mål i debuten. Hon blev uttagen som reserv inför OS 2016 i Rio. Innan semifinalen blev hon insatt istället för skadade Chloé Bulleux och vann silver med Frankrike efter 19-22 förlust i finalen mot Ryssland. Hon fick också spela i EM 2016 då Frankrike vann brons efter att ha besegrat Danmark i bronsmatchen.

## Privatliv
Tamara Horaceks mor Vesna Tadić Horaček var också professionell handbollsspelare.